# 橋姬

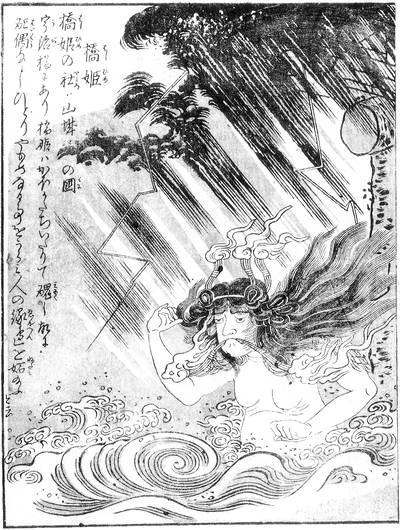
今昔畫圖續百鬼中的橋姬

橋姬（橋姫 はしひめ）是日本的妖怪（算是一種被神格化的妖怪）、神祇，屬於日本水妖和水神。

## 概要
在古代日本，橋是國與國之間的通道和界線，因此橋姬是為了防止外敵入侵而產生的神祇信仰。橋姬既是橋的妖怪，也是橋的守護神，大橋基本上都會有供奉橋姬的祠堂。
傳說橋姬是一名年輕貌美的女子。有猜測橋姬是一名單身女子，或者是因追隨丈人而投河自盡。但橋姬都有一種共通點，就是容易瘋狂忌妒。每座橋的橋姬都只有一位，如果在過橋時說了其它橋或其它地方的好話，她便會瘋狂忌妒而惱怒，日本謠曲便有記載橋姬發狂時的恐怖。假使有新人過橋時被橋姬撞見，他們最後一定會不歡而散。幸運一點能遇到忌妒一下就作罷的橋姬，但遇到化為「鬼女」的橋姬就必死無疑。

## 宇治橋姬
宇治橋是在日本大化2年（西元646年）於宇治川（今淀川）所建的橋。相傳有一名女子因不滿丈夫與其他女子出軌，便於宇治川做了三十七天的修練，並咒殺了那名偷腥女子，但陷入瘋狂的她終究化為鬼女，並開始對無辜的路人和村人掠殺，村人因不堪其擾，最後立了祠堂將她供奉為橋姬。

## 其他相關

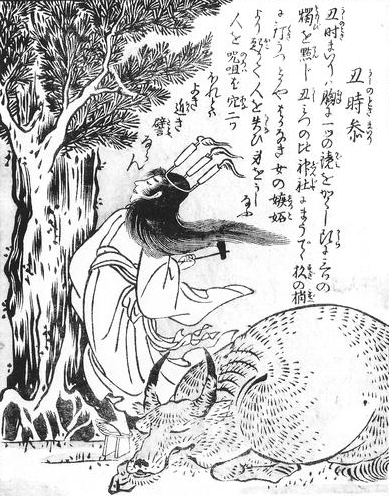
丑時參拜

相傳日本的「丑時參拜」（丑の刻参り）的雛型就是宇治橋姬（頭上綁蠟燭，在凌晨時用五寸釘扎稻草人）。古日文的「愛」（愛（は）し）和「橋」音同，因此橋姬又被稱為「愛姬（愛し姫　はしひめ）」，這可能也是造就橋姬因愛而生妒火的由來。
宇治橋的橋姫神社供奉的神祇名為「瀬織津媛」（《平家物語》將她與宇治橋姬歸類為同一人），她是目前唯一有名字的橋姬。但無論如何，宇治橋畢竟供奉著驅使忌妒心的妖怪，因此即將新婚的男女往往都會避過這座橋。

## 關連項目
- 瀨織津姬神